# Mazaraki

Herb Newlin rodziny Mazarakich

Mazaraki – polski ród szlachecki herbu Newlin, będący jedną z gałęzi epirockiej rodziny książęcej z Janiny o pochodzeniu albańskim. Na ziemie Rzeczypospolitej przybył jako pierwszy Krzysztof Mazaraki w XVII wieku. Jego syn Jan otrzymał polski indygenat, lecz bez potwierdzenia tytułu książęcego.
Zasłużeni przedstawiciele rodu:
- Aleksander Mazaraki
- Aleksander Kazimierz Mazaraki junior
- Franciszek Wincenty Mazaraki
- Jan Newlin Mazaraki (1840–1922) – rotmistrz Kawalerii Narodowej, kawaler Virtuti Militari[1]
- Jan Mazaraki
- Jan Nepomucen Mazaraki
- Ludwik Mazaraki
- Mieczysław Mazaraki

Zasłużeni potomkowie po kądzieli:
- Wojciech Dzieduszycki – syn Antoniny z Mazarakich
- Wojciech Dzieduszycki (artysta) – prawnuk Antoniny z Mazarakich Dzieduszyckiej
- Zygmunt Padlewski – wnuk Walerii z Mazarakich Potockiej
- Seweryna Romahnowa z Łuszczewskich – prawnuczka Antoniny z Mazarakich Dzieduszyckiej